# Перов, Григорий Самойлович
Григорий Самойлович Перов (настоящие имя и фамилия Герц Шмилевич Перпер; 14 марта 1905, Кишинёв — 17 февраля 1981, там же) — русский советский поэт и писатель
-сатирик
, переводчик прозы и поэзии с молдавского языка на русский и с русского языка на молдавский.

## Биография
Герц Шмилевич (Григорий Самойлович) Перпер родился 14 марта (по старому стилю) 1905 года в Кишинёве Бессарабской губернии, в семье Самуила (Шмила) Нухимовича Перпера и его жены Двойры. Его дед, Нухим Менделевич Перпер, был купцом второй гильдии, занятым в деревообрабатывающей мануфактуре. До войны работал инженером-химиком, после войны — консультантом в Союзе писателей Молдавии.
Перевёл на русский язык поэму М. Эминеску «Лучафэр», роман Александра Липкана «Дорога тополей» (1958), сборник рассказов Валентина Рошки «Что глаза мои видели» (1959 и 1964), сказки Иона Крянгэ (1962, 1963), повесть Константина Негруцци «Александр Лэпушняну» (1970), сказки Аурелиу Бусуйока (1970), сборник «Молдавские сказки» (1973), книгу народных сказок «Кто ждёт, чтоб вишни падали в рот» (1985), литературоведческую книгу «Андрей Лупан» Рахмила Портного (1959); также перевёл с еврейского языка басни Элиэзера Штейнбарга (в данном издании — Елизар Штейнбарг, 1967). Переводил также стихи современных молдавских поэтов (Э. Лотяну, К. Кондря). С русского языка на молдавский перевёл «Думу про Опанаса» Эдуарда Багрицкого (1948), сборник повестей Елены Ильиной (1951), поэму «Что такое хорошо и что такое плохо» Владимира Маяковского (1952), сборник детских стихов Сергея Михалкова (1953). Часть переводов Перова вошли в «Антологию молдавской поэзии».
Автор многочисленных сборников сатирической поэзии на русском языке. Публиковал рецензии и литературную критику в молдавской прессе на русском и молдавском языках. Песню Шико Аранова на стихи Г. Перова «В летний тихий вечерок» (1956) исполнял джаз-оркестр «Букурия»; известна также песня Златы Ткач «N-am cănd să mă plictisesc» на стихи Григория Перова (1953). В 1955 году вышел первый молдавский художественный фильм-обозрение «Молдавские напевы» с песнями Леонида Корняну, Григория Перова и Якова Зискинда (режиссёр А. Золотницкий, оператор П. Тодоровский).
По воспоминаниям Кирилла Ковальджи, после нескольких неудачных попыток покончил с собой.

## Книги
- Точка зрения (сатирические стихи). Кишинёв: Государственное издательство Молдавии, 1955.
- Своя улыбка (сатирические стихи). Кишинёв: Шкоала Советикэ, 1957.
- Демьян с изъяном (сатирические стихи). М.: Правда, 1958.
- Стихи. Кишинёв: Картя молдовеняскэ, 1959.
- Фамильное сходство (сатирические и юмористические стихи). Кишинёв: Картя молдовеняскэ, 1960.
- Сатирик смеётся последним. Кишинёв: Картя молдовеняскэ, 1963.
- Точный петух (сатирические и юмористические стихи). Кишинёв: Картя молдовеняскэ, 1965.
- Антигалилей (сатирические и юмористические стихи). Кишинёв: Картя молдовеняскэ, 1967.
- Не смехом единым (сатира и юмор). Кишинёв: Картя молдовеняскэ, 1969.
- Возраст на ладони (юмористические стихи). Кишинёв: Картя молдовеняскэ, 1971.
- Юмор и сатира. Кишинёв: Картя молдовеняскэ, 1974.
- Книга сатиры (стихи). Кишинёв: Картя молдовеняскэ, 1976.
- Другое зрение (лирика и сатира). Кишинёв: Литература артистикэ, 1984.